# Аерофобија
Аерофобија је патолошки страх од летења ваздухопловом.

## Узроци
Без обзира на жељу за путовањима, као и честу људску потребу (сан) да се победи сила гравитације, страх од летења је веома присутан. На пример у Француској један од десет становника има овакав страх. Разлози могу бити бројни, а овом страху доприносе и медији са честим информацијама о авионским несрећама и паду безбедности. Главни разлог је непознавање техничких предиспозиција авиона, јер попут аутомобила и авион има варијације у вожњи. Понирање или уздизање авиона у ваздуху не најављује катастрофу, већ је једноставно последица турбуленције. Постоји страх и од ноћног летења, који има још мање основа јер по ноћи пилот лакше може да види евентуална светла. Код неких путника јавља се заправо клаустрофобија, јер су затворени у авиону. У поређењу са вожњом у аутомобилу, путник у авиону има страх и од висине, као и од непознатог. Он нема контролу над возилом и нема увид у ситуацију која се око њега дешава.

## Терапија и савети
Према мишљењу стручњака, страх се може превазићи. Осећај гушења од тренутка затварања авиона може се избећи облачењем удобне одеће која неће повећавати тај осећај. Треба избегавати грчење и хватање за наслон, али се и стално присећати да уколико заиста опадне ниво кисеоника, аутоматски постају доступне одговарајуће маске. Ваздушна болест слична морској, изазива осећај мучнине приликом турбуленција. За њу су делотворни лекови против морске болести, али и равномерно дисање. Такође је потребно уносити више течности, али не и алкохол и кафу. На тај начин грло неће бити суво и изиритирано. Упркос веровању, часописи и уопште књиге, као и музика не смирују, већ могу да произведу управо супротан ефекат. Препоручује се и да се људи који болују од ове фобије не стиде, већ да потраже помоћ психотерапеута, јер је некада страх толико изражен да је то једини начин лечења. Изгледа да терапија помоћу симулације лета даје добре резултате. Од помоћи може да буде и размишљање о лету, обилазак аеродрома и разгледање фотографија авиона.

## Уметност
Књижевница Ерика Јонг је написала дело „Страх од летења“.